# Liste der Biografien/Schuy
Liste der Biografien |
Portal Biografien |
Personensuche
# |
A |
B |
C |
D |
E |
F |
G |
H |
I |
J |
K |
L |
M |
N |
O |
P |
Q |
R |
S |
T |
U |
V |
W |
X |
Y |
Z |
?
 
Sa |
Sb |
Sc |
Sd |
Se |
Sf |
Sg |
Sh |
Si |
Sj |
Sk |
Sl |
Sm |
Sn |
So |
Sp |
Sq |
Sr |
Ss |
St |
Su |
Sv |
Sw |
Sy |
Sz
 
Sca–Sce |
Sch |
Sci–Scz
 
Scha |
Schc |
Schd |
Sche |
Schg |
Schi |
Schj |
Schk |
Schl |
Schm |
Schn |
Scho |
Schp |
Schr |
Schs |
Scht |
Schu |
Schv |
Schw |
Schy
 
Schua |
Schub |
Schuc |
Schud |
Schue |
Schuf |
Schug |
Schuh |
Schui |
Schuk |
Schul |
Schum |
Schun |
Schuo |
Schup |
Schuq |
Schur |
Schus |
Schut |
Schuu |
Schuv |
Schuw |
Schuy |
Schuz
Die Liste der Biografien führt alle Personen auf, die in der deutschsprachigen Wikipedia einen Artikel haben. Dieses ist eine Teilliste mit 16 Einträgen von Personen, deren Namen mit den Buchstaben „Schuy“ beginnt.

## Schuy
- Schuy, Eberhard (* 1955), deutscher Werbe- und Industriefotograf
- Schuy, Ferdinand (1866–1906), deutscher Theaterschauspieler

### Schuyl
- Schuyl, Florentius (1619–1669), niederländischer Mediziner und Botaniker
- Schuylenburch, Maria Machteld van (1724–1774), niederländische Miniaturmalerin
- Schuylenburg, Willem C. (1875–1945), niederländischer Archivar und Museumsleiter
- Schuyler Hamilton, Elizabeth (1757–1854), US-amerikanische PhilanthropinElizabeth Schuyler Hamilton (1757–1854)

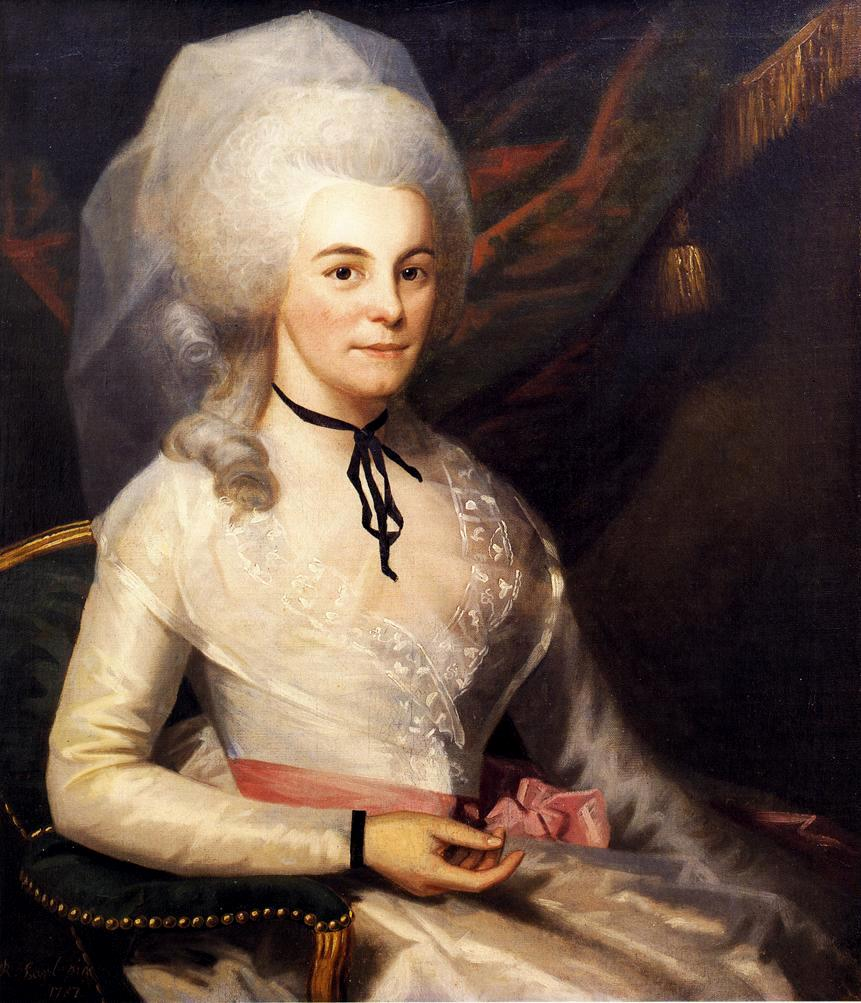
Elizabeth Schuyler Hamilton (1757–1854)

- Schuyler, Eugene (1840–1890), US-amerikanischer Schriftsteller, Forschungsreisender und Diplomat
- Schuyler, George W. (1810–1888), US-amerikanischer Geschäftsmann, Schriftsteller und Politiker
- Schuyler, James (1923–1991), US-amerikanischer Dichter
- Schuyler, Karl C. (1877–1933), US-amerikanischer Politiker
- Schuyler, Philip (1733–1804), amerikanischer General im Unabhängigkeitskrieg und Senator in den Vereinigten Staaten
- Schuyler, Philip J. (1768–1835), US-amerikanischer Politiker
- Schuyler, Philippa (1931–1967), US-amerikanische Pianistin, Autorin und Journalistin
- Schuyler, Pieter (1657–1724), Gouverneur der britischen Kolonie New York
- Schuyler, Richard (1926–2003), US-amerikanischer Schauspieler
- Schuyler, Walter S. (1850–1932), US-amerikanischer Brigadegeneral der U.S. Army; erster Befehlshaber der U.S. Army Pacific (Military District of Hawaii); Professor für Militärwissenschaft (Cornell University)